# Нэстуреску, Константин
Константин Нэстуреску (рум. Constantin Năsturescu; 2 октября 1940, Джурджу, Vlașca County — 10 декабря 2021[…], Бухарест) — румынский футболист, играл на позиции полузащитника.

## Биография

### Игровая карьера
Нэстуреску дебютировал за бухарестский «Рапид» в Суперлиге 8 апреля 1962 года в матче с «Стягул Рошу Брашов», который «Рапид» проиграл со счётом 3:1. В составе «Рапида» Нэстуреску играл в течение 12 сезонов и в 1967 году выиграл чемпионский титул. Всего сыграл в чемпионате страны 288 матчей и забил 25 голов.
Затем по одному сезону играл за «Прогресул» и «Фокшани» и в 1976 году завершил карьеру.

### Смерть
Скончался 10 декабря 2021 года в возрасте 81 года.

## Достижения
«Рапид» (Бухарест)
- Чемпион Румынии (1) : 1966/67
- Обладатель Кубка Румынии (1) : 1971/72
- Обладатель Балканского кубка (2) : 1963/64, 1964–66